# Alois Schwarz
Alois Schwarz (ur. 14 czerwca 1952 w Hollenthon) – austriacki biskup rzymskokatolicki, biskup diecezjalny St. Pölten od 2018.

## Życiorys
Święcenia kapłańskie otrzymał 29 czerwca 1976 z rąk kard. Franza Königa i został inkardynowany do archidiecezji wiedeńskiej. Po dwuletniej pracy w charakterze wikariusza w Gloggnitz został asystentem w Instytucie Teologii Pastoralnej i Kerygmatyki na Wydziale Teologii Katolickiej Uniwersytetu Wiedeńskiego oraz wykładowcą homiletyki. W tym samym roku został prefektem studiów w wiedeńskim seminarium. W 1983 został mianowany proboszczem w Krumbach. W 1987 otrzymał nominację na kierownika duszpasterstwa w archidiecezji. W 1993 rozpoczął pracę jako wykładowca homiletyki w Wyższej Szkole Filozoficzno-Teologicznej w Heiligenkreuz.
27 grudnia 1996 papież Jan Paweł II mianował go biskupem pomocniczym archidiecezji wiedeńskiej, ze stolicą tytularną Mathara in Numidia. Sakry biskupiej udzielił mu kard. Christoph Schönborn.
22 maja 2001 został mianowany biskupem diecezjalnym Gurk. 23 czerwca 2001 objął kanonicznie urząd.
17 maja 2018 papież Franciszek przeniósł go na urząd biskupa diecezji St. Pölten.